# Бенеден-Леувен
Бенеден-Леувен (нід. Beneden-Leeuwen) — місто в нідерландській провінції Гелдерланд. Входить до муніципалітету Вест-Мас-ен-Вал.
Історично є населеною католиками частиною колишнього села Леувен. Назву Бенеден-Леувен отримало 1986 року, паралельно із тим як протестанська частина населеного пункту стала офіційно іменуватися Бовен-Леувен.
Станом на 1 липня 2021 року в Бенеден-Леувені проживало 6 925 мешканців.

## Галерея

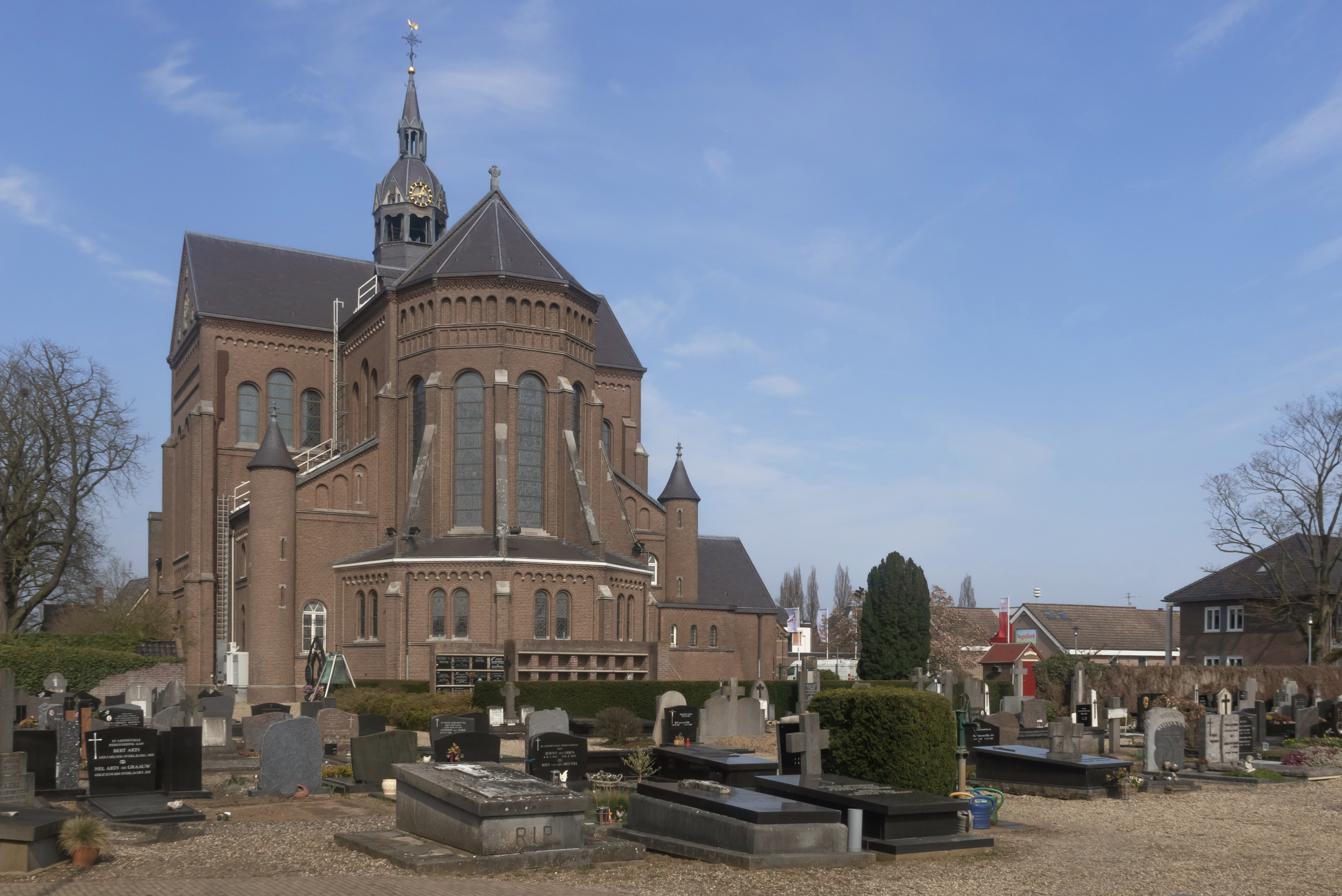
Церква
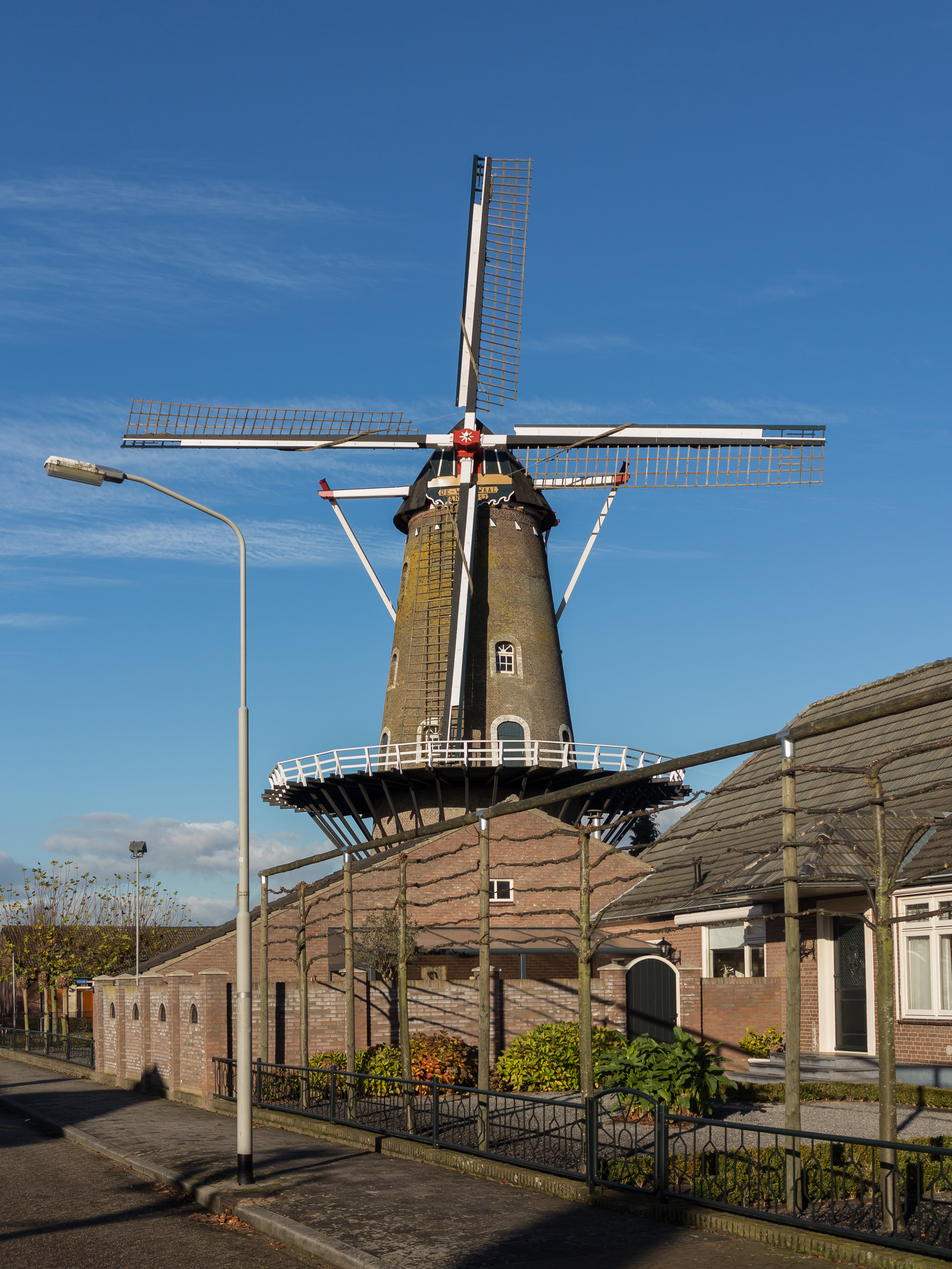
Вітряк
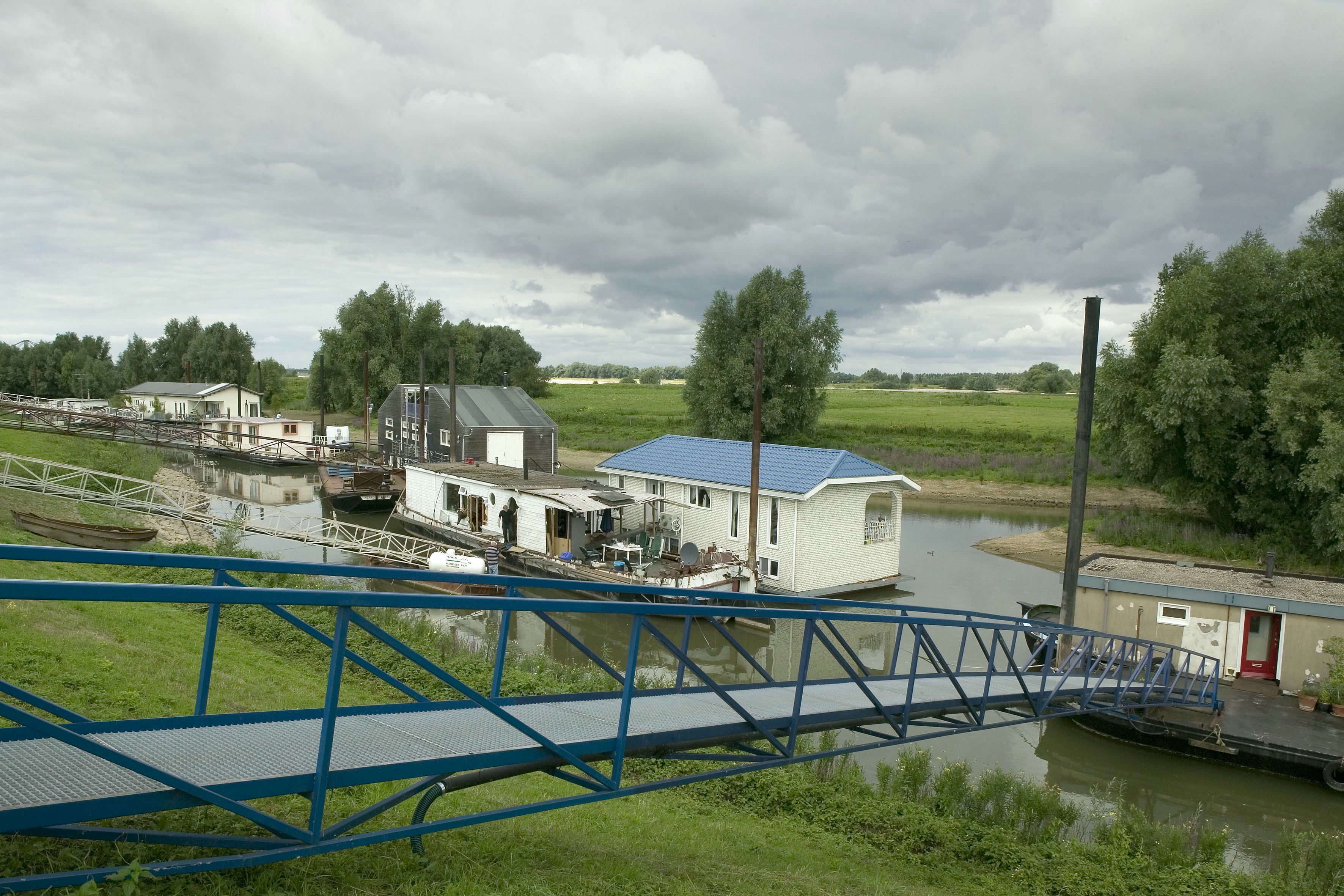
Будинки на човнах
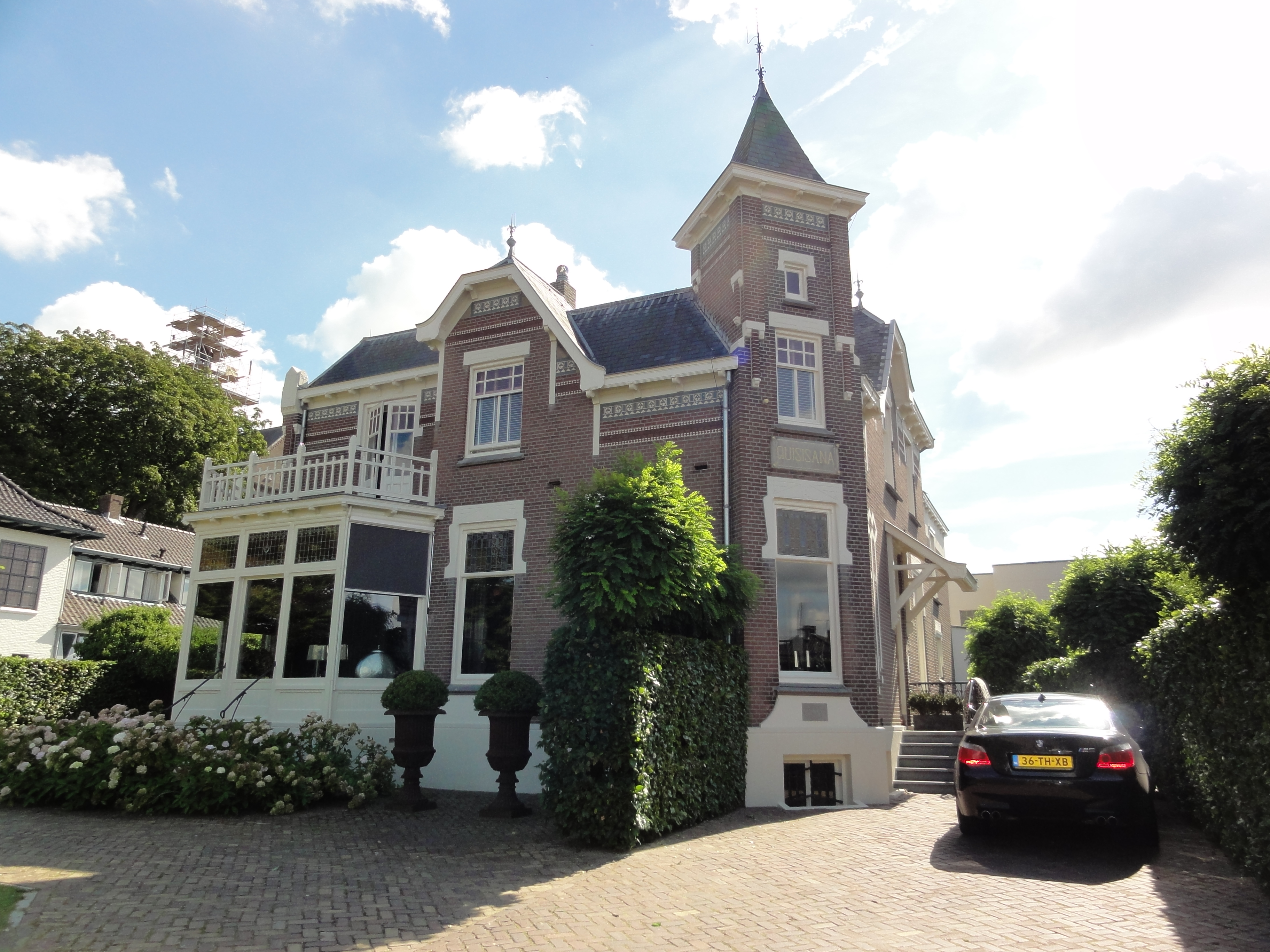
Вілла